# 糸を紡ぐ女
『糸を紡ぐ女』（いとをつむぐおんな、蘭: De Spinster、英: The Spinner）は、オランダ黄金時代の画家ニコラース・マースが1655年に板上に油彩で制作した絵画である。画面右下の水差しに画家の署名がある。マースが若かったころ、独立した画家としてドルドレヒトで名をあげようとしていた時代に描かれた。作品は、アムステルダム市から貸与されてアムステルダム国立美術館に所蔵されている。

## 作品
マースはレンブラントに師事しており、その影響は本作の効果的なキアロスクーロ、そして茶、黒、白色の濃淡やアクセントになっている赤色、さらに全体の筆遣いに浸透している。しかし、主題選択において、マースはレンブラントがけっして描かなかった親密で家庭的な風俗画を集中的に制作するようになり、しばしば家事をしている婦人や召使の単身像を描いた。

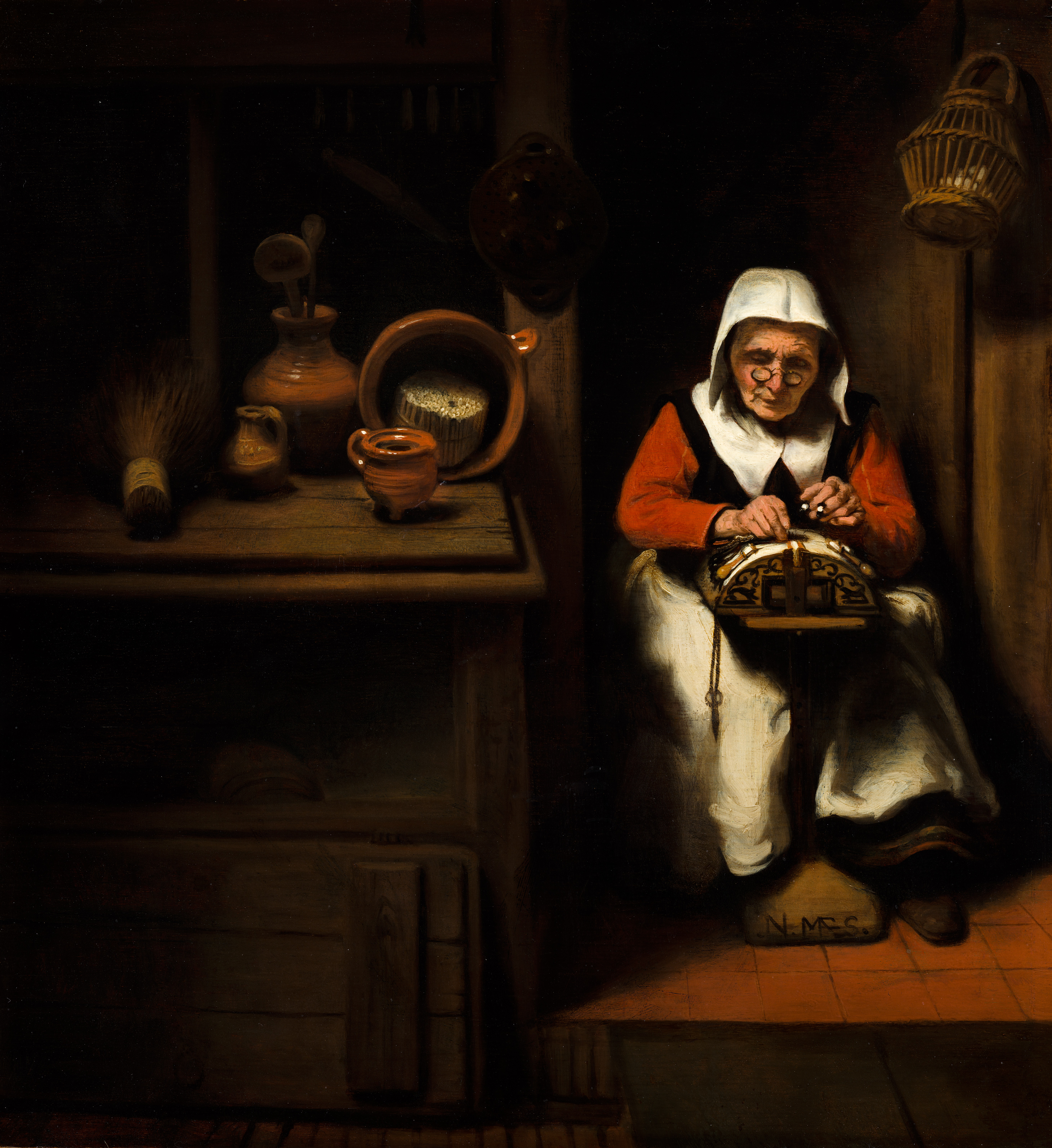
ニコラース・マース『レースを編む老女』 (1655年ごろ)、マウリッツハイス美術館、デン・ハーグ

本作の画面では、老女が糸車の前に座り、鼻眼鏡をかけてウールを紡ぐ作業に没頭している。強い光が彼女と糸車の上にある糸巻き棒、そして壁に掛かった巻き取り機のかせとり棒を集中的に照らしている。この場面の平和な印象は、主題と構図によって生み出されている。糸車、女性、そして水差しは三角形構図を形成し、車輪の形は丸い水差しとわずかに呼応している。
17世紀の鑑賞者は、静かな部屋の片隅で糸を紡いだり、レースを編んだりする女性を家庭の美徳として直ちに認識することができたであろう。一方で、マースは、好ましくないモデル、たとえば家事をしていたり聖書を読んでいたりする途中で眠ってしまった女性や、家事の務めを果たさない女性を描くこともあった。こうした道徳的メッセージは、17世紀の美術においては非常に一般的なものである。
平穏な室内の情景によって、マースはこうした形式の絵画を主導する画家の1人になり、ヨハネス・フェルメールなどの画家たちに少なからぬ影響を与えた。マースの風俗画とフェルメールの初期作品における類似は、フェルメールがマースらドルドレヒトの画家たちの作品に精通していたことをうかがわせる。